# 남아메리카폐어
남아메리카폐어(Lepidosiren paradoxa)는 남아메리카의 아마존 분지와 파라과이강의 습지와 파라나강 저지대 유역에서 발견되는 폐어류 종이다. 남아메리카폐어과(Lepidosirenidae)와 남아메리카폐어속(Lepidosiren)의 유일종이다.